# Calgary Zoo
Koordinaten: 51° 2′ 45″ N, 114° 2′ 0″ W

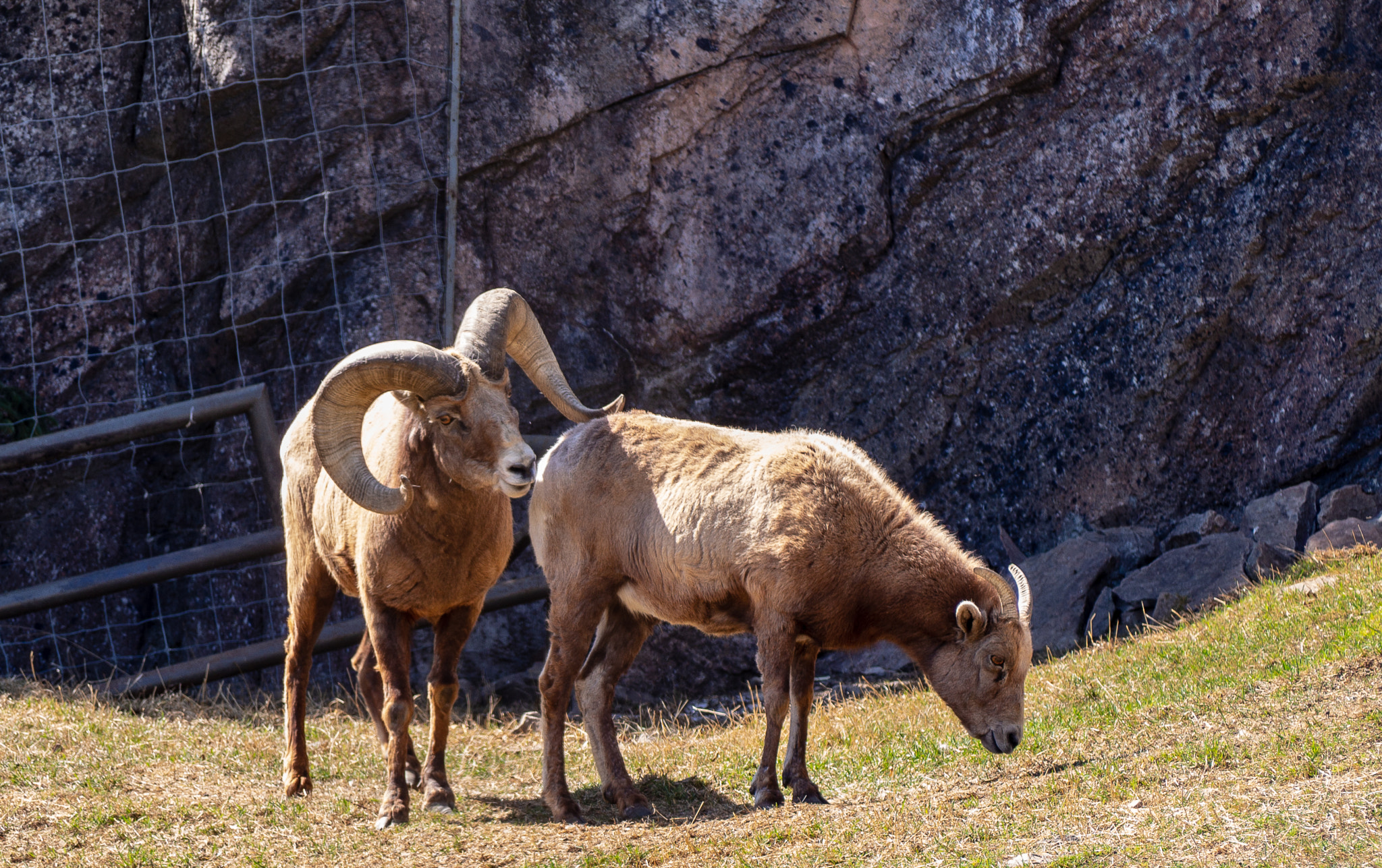
Dickhornschaf (Ovis canadensis), das Staatssäugetier von Alberta

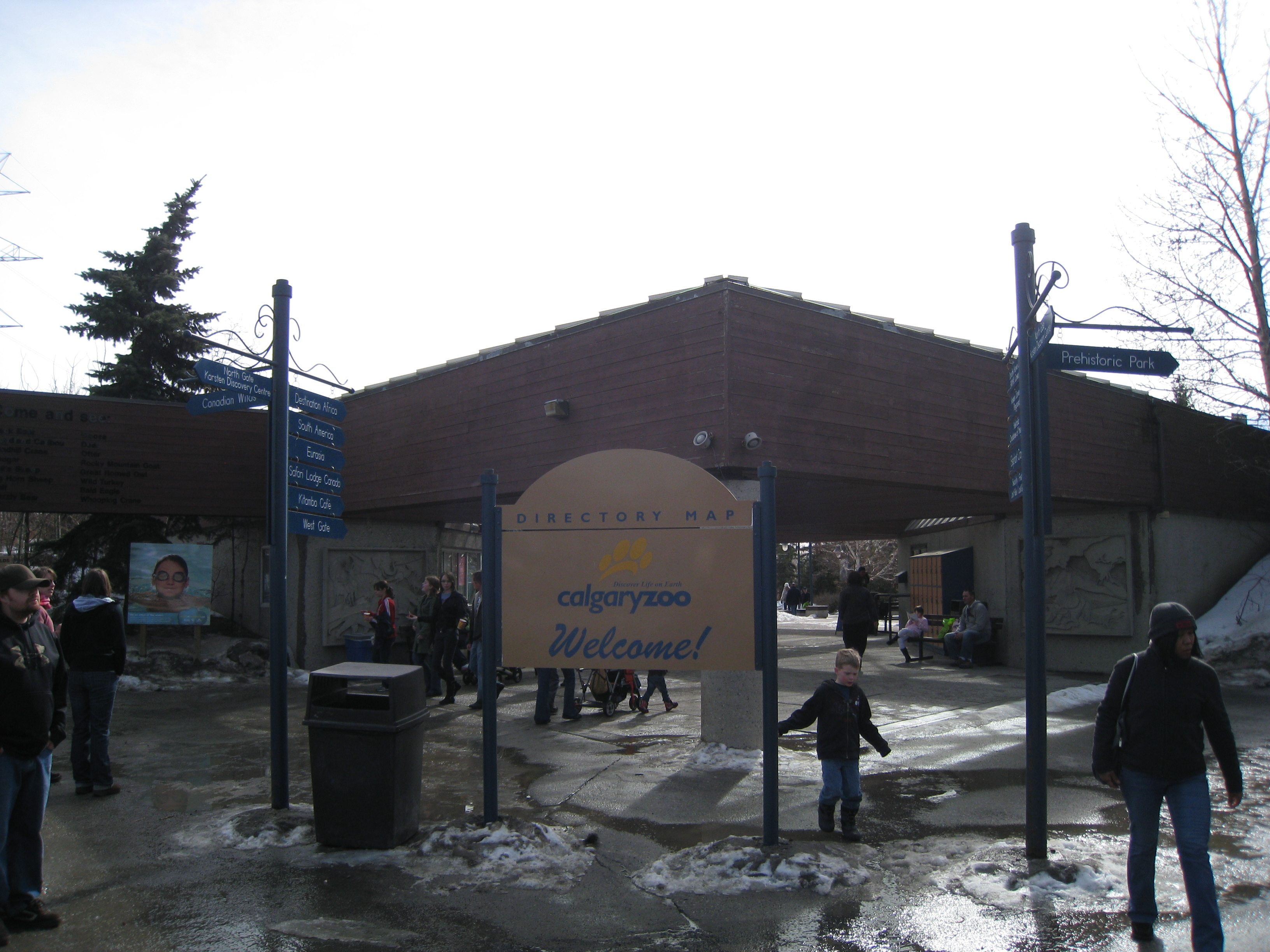
Zooeingang

Der Calgary Zoo ist ein Zoo, der sich in Calgary in der kanadischen Provinz Alberta befindet und von der Calgary Zoological Society betrieben wird. Er ist Mitglied der Canadian Association of Zoos and Aquariums (CAZA), der World Association of Zoos and Aquariums (WAZA) sowie der Association of Zoos and Aquariums (AZA).

## Geschichte
Nach einigen bescheidenen Versuchen, einen Zoo zu erstellen, wurde die Calgary Zoological Society gegründet, die am 9. Januar 1929  den Calgary Zoo eröffnete. Aufgrund seiner Lage auf einer Insel im Bow River ist der Zoo bei Hochwasser des Flusses gefährdet, überflutet zu werden. Ein solcher Fall trat im Juni 2013 ein, als viele Anlagen überschwemmt wurden. Zwar konnten fast alle Tiere gerettet werden, der Zoo musste zur Beseitigung der erheblichen Schäden jedoch einige Sektionen für mehrere Monate schließen und auch Personal entlassen. Der Gesamtschaden wurde mit 50 Millionen C $ beziffert. Ein Masterplan zur Erneuerung der Anlagen wurde erstellt und der Zoo entwickelte sich in der Folge zu einer der beliebtesten Attraktionen in Alberta. Für seinen hohen Standard bei der Tierhaltung wurde der Zoo mehrfach ausgezeichnet.

## Tierbestand und Anlagenbereiche
Im Calgary Zoo leben im Durchschnitt 1000 Tiere in ca. 120 verschiedenen Arten aus allen Kontinenten. In den Spezialabteilungen, Exploration Asia, Canadian Wilds und Destination Africa werden in erster Linie Säugetiere gehalten:

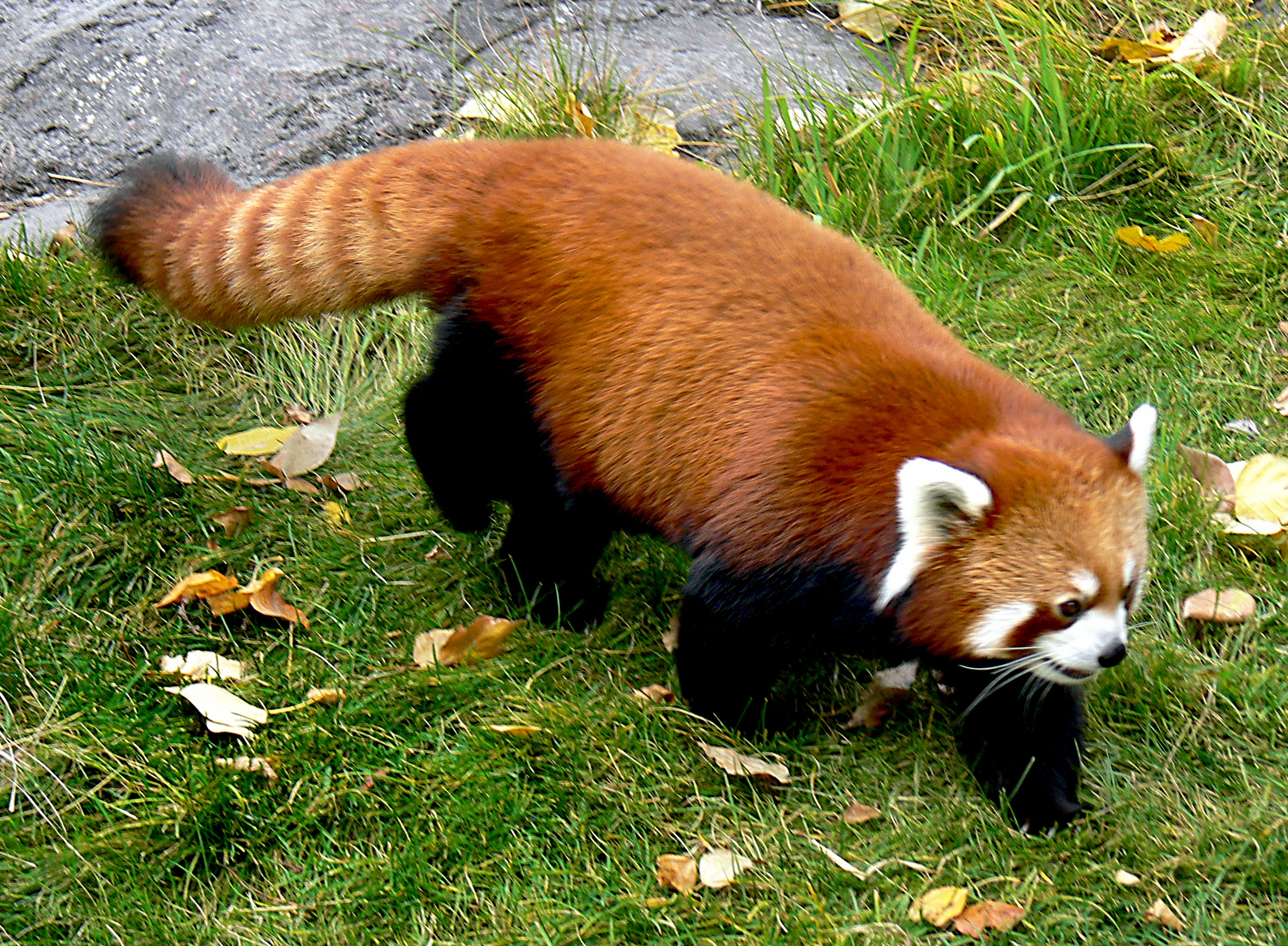
Westlicher Kleiner Panda (Ailurus fulgens)
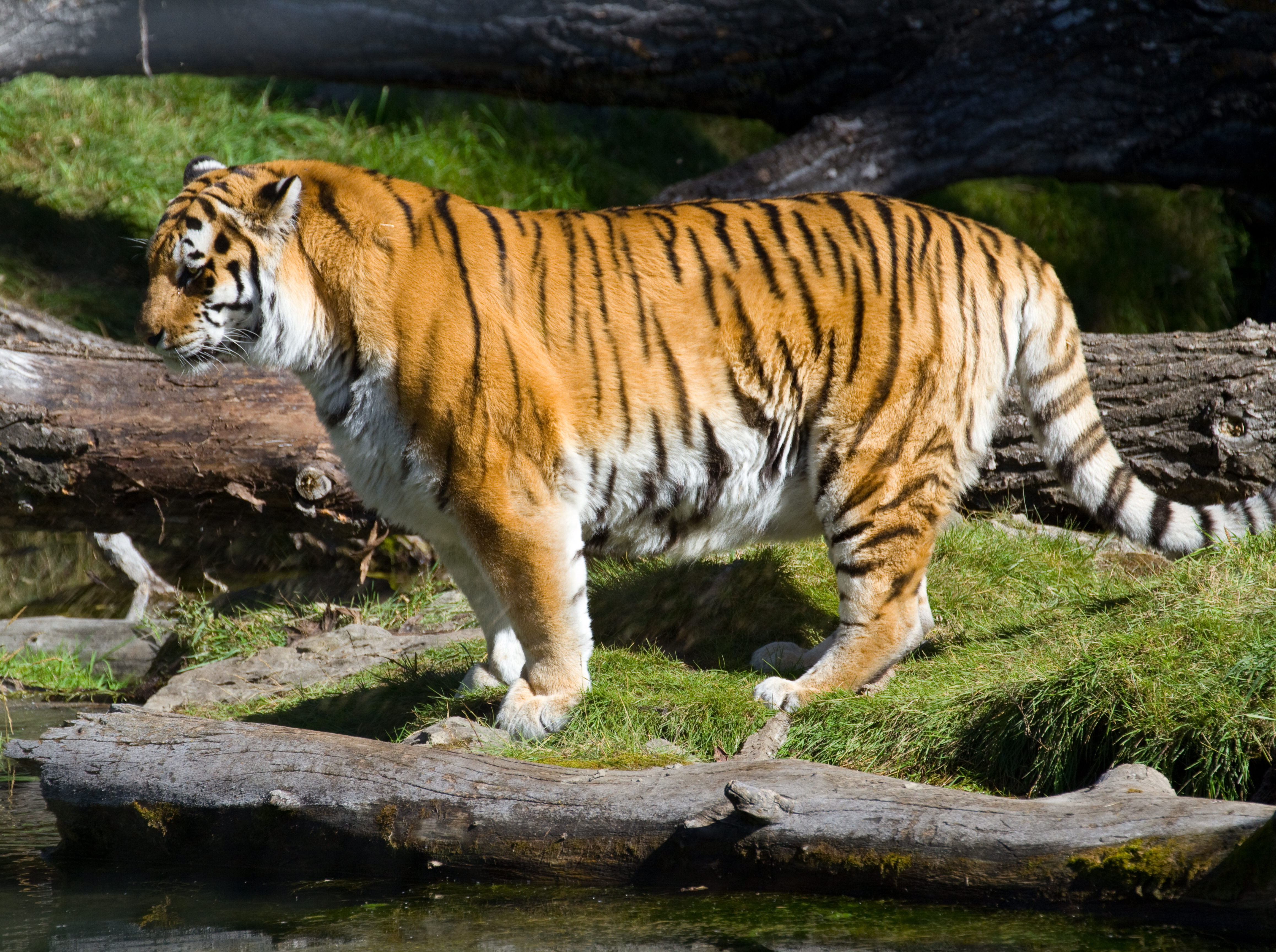
Sibirischer Tiger (Panthera tigris altaica)
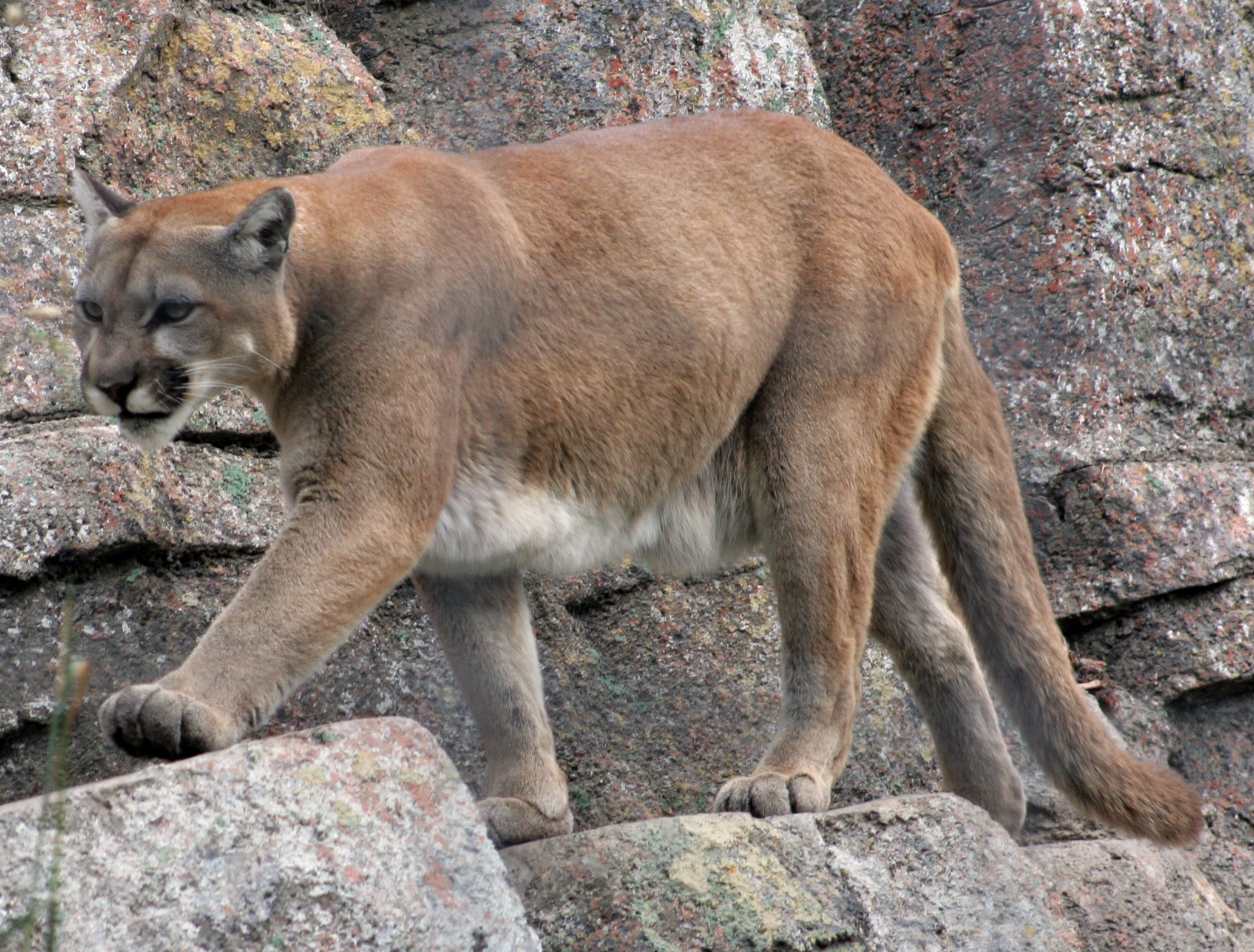
Puma (Puma concolor)
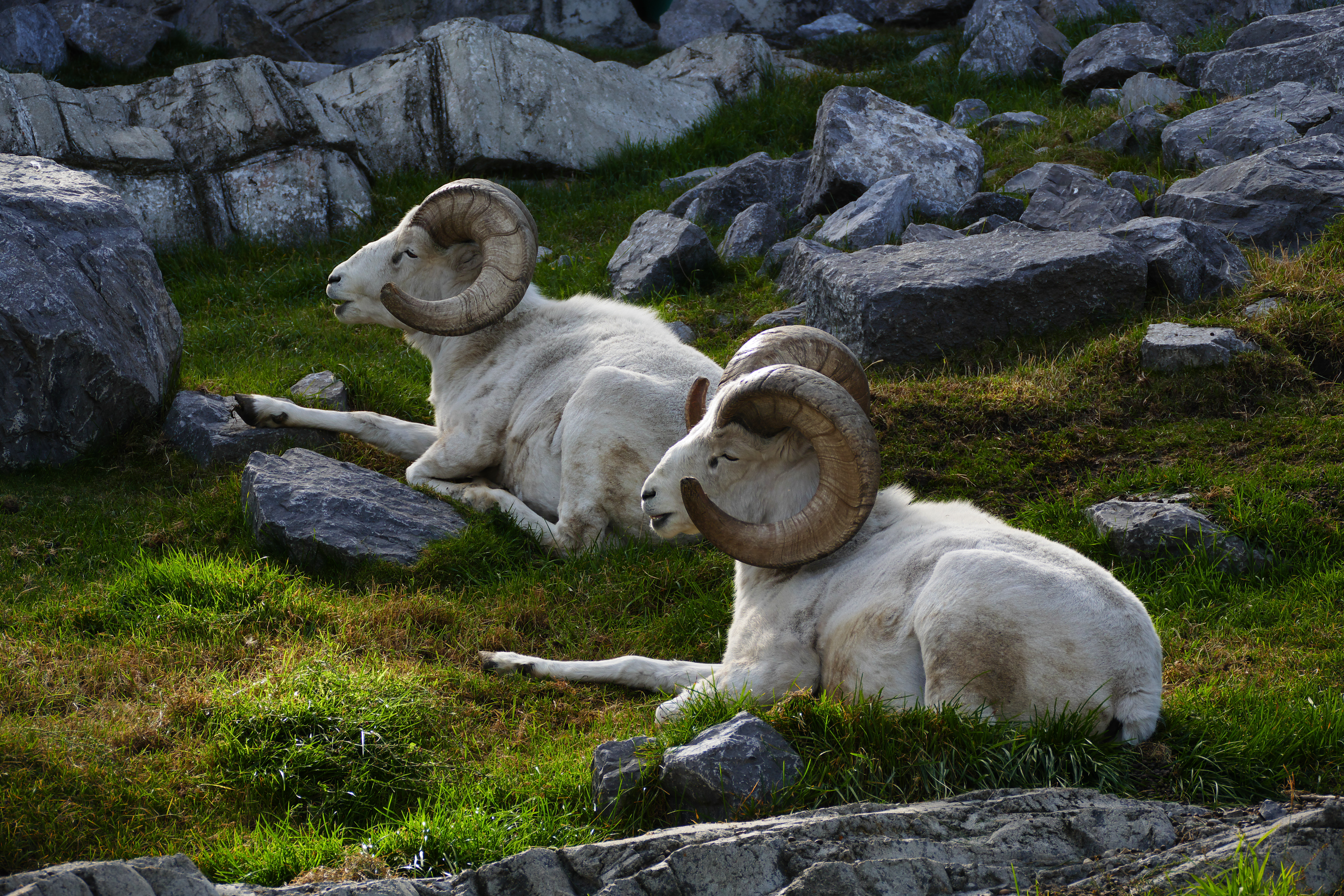
Alaska-Schneeschaf (Ovis dalli)

Die Sektion Rocky Mountain Bird Aviary zeigt in der Hauptsache Greifvögel (Accipitriformes), Eulen (Strigiformes) und Wasservögel:

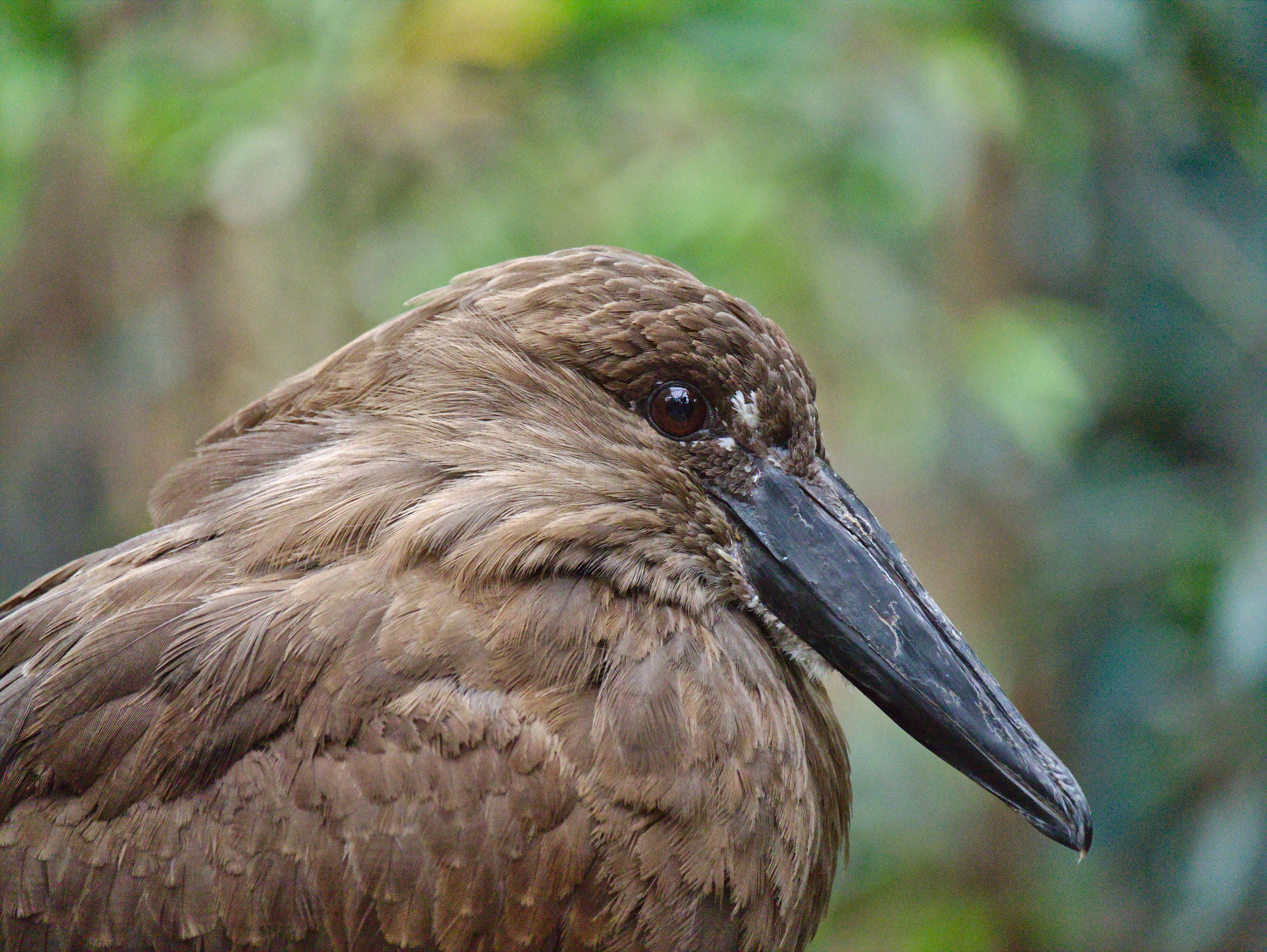
Hammerkopf (Scopus umbretta)
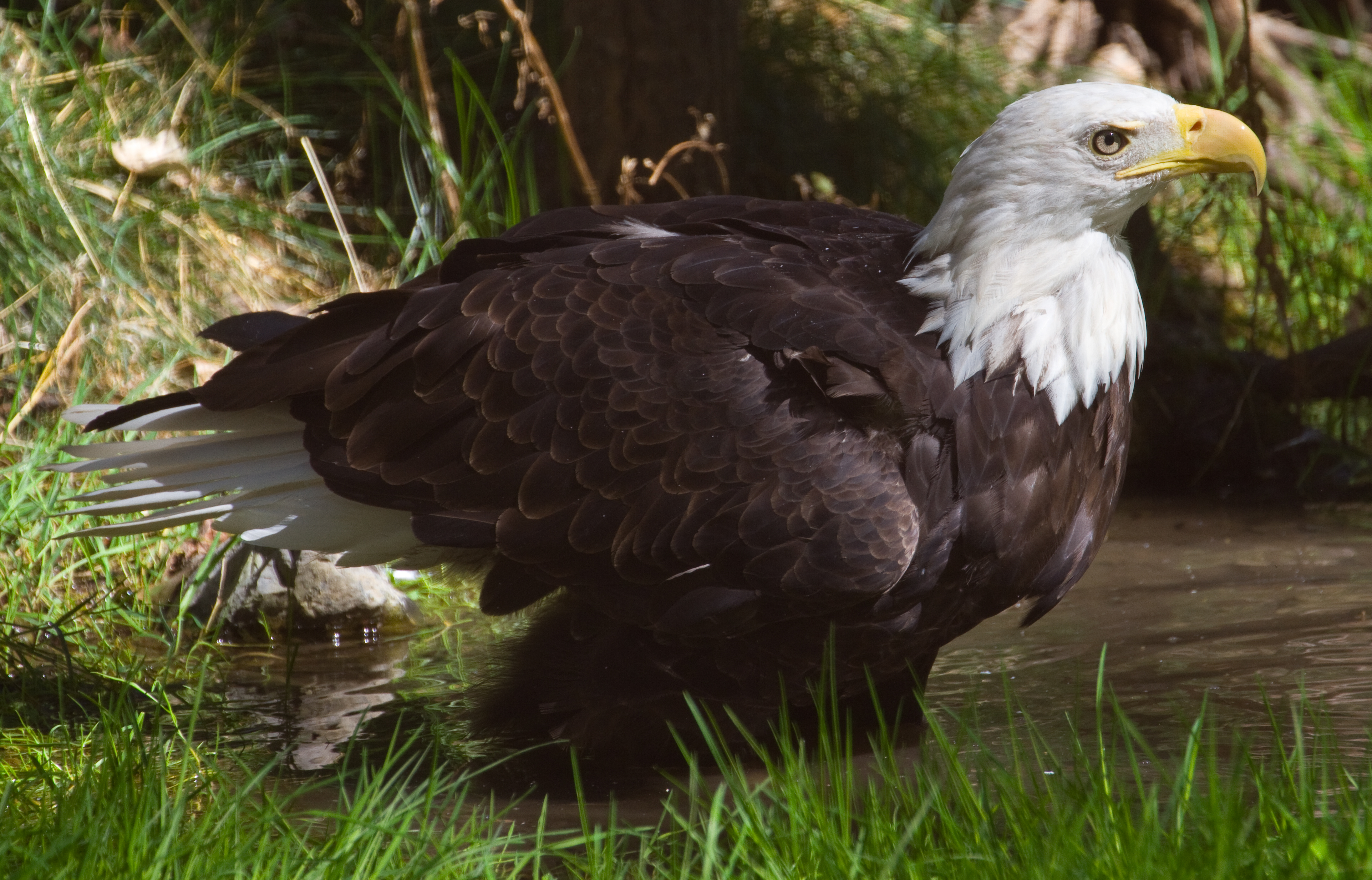
Weißkopfseeadler (Haliaeetus leucocephalus)
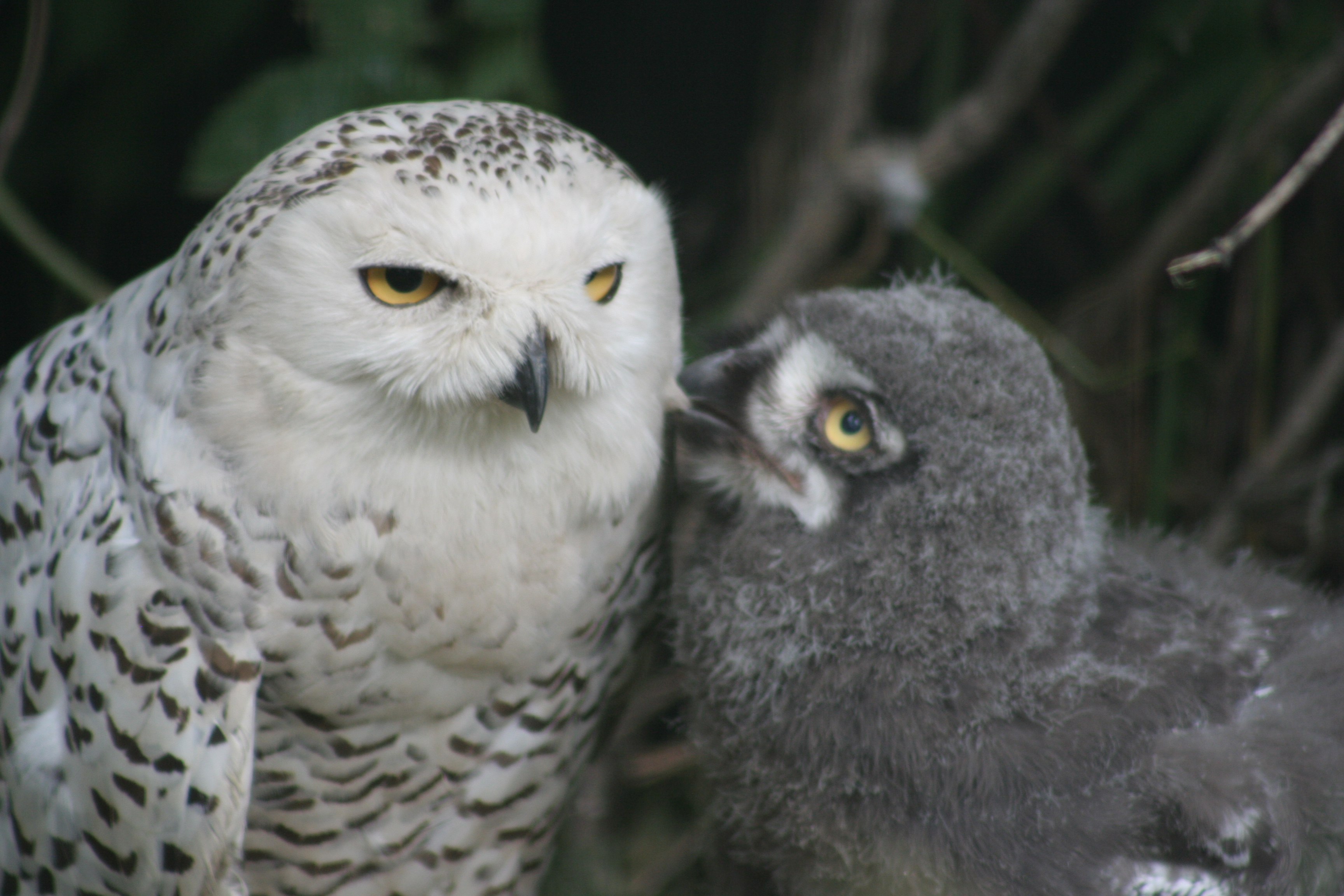
Schneeeulen (Bubo scandiacus)
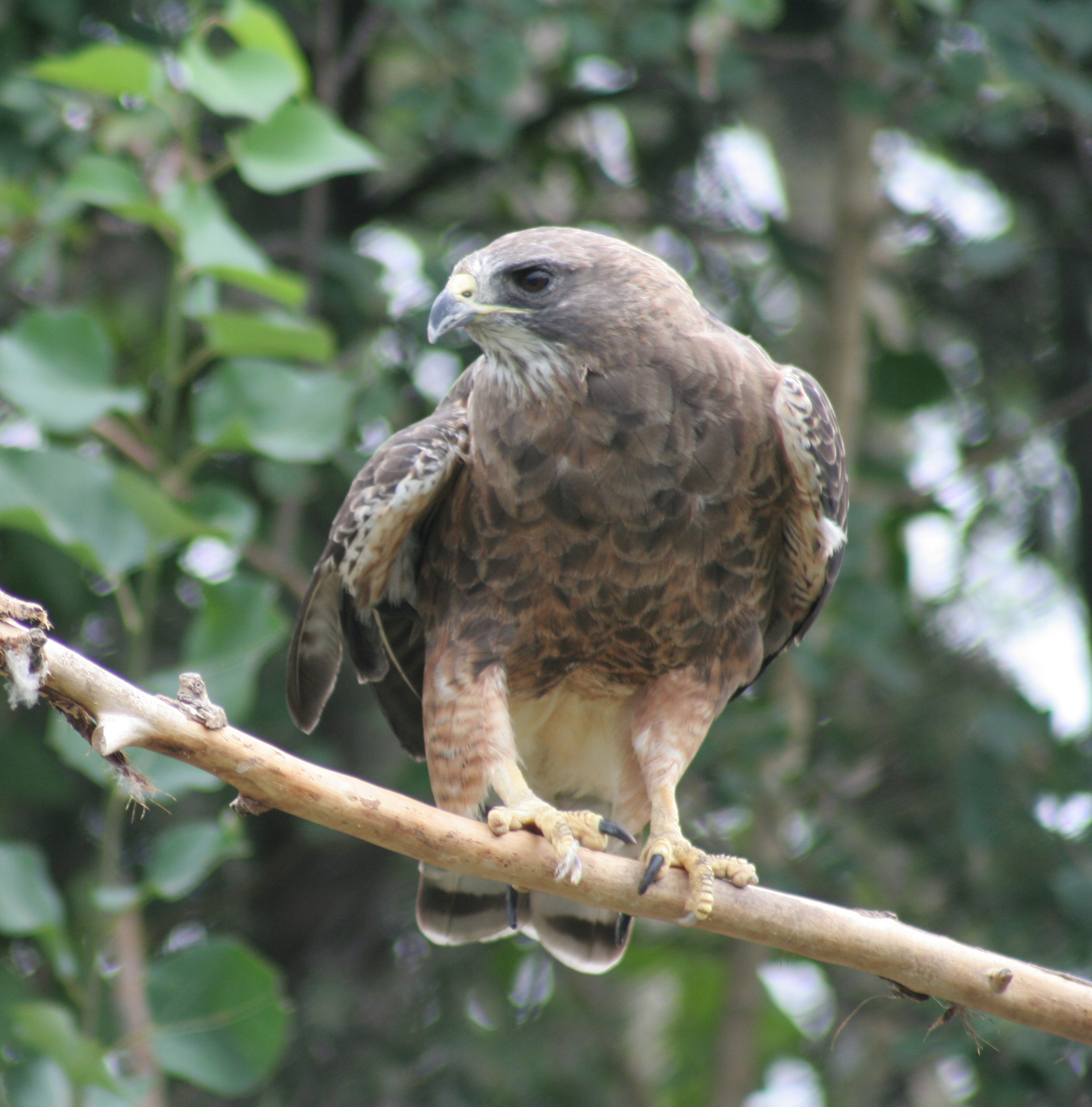
Präriebussard (Buteo swainsoni)

Im Prehistoric Park sind lebensgroße Dinosaurierskulpturen in nachgebildeten urzeitlichen Geländeformationen mit Wasserflächen und künstlichen vulkanischen Bergen zu besichtigen. Der Dorothy Harvie Botanical Garden ist mit tropischen Pflanzen, einem nachgebildeten Regenwald sowie einer großen Schmetterlingsfreiflughalle ausgestattet:

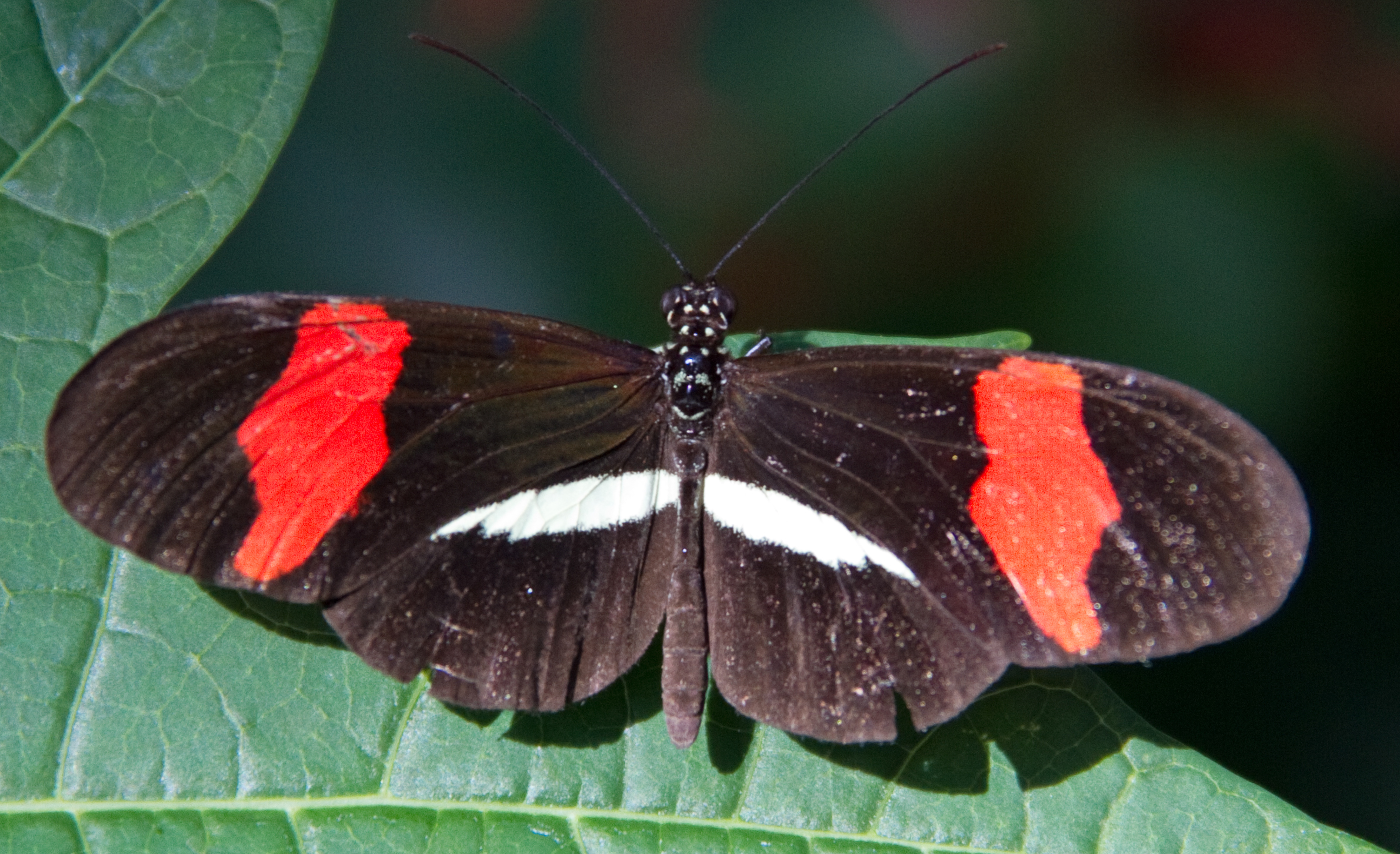
Kleiner Kurier (Heliconius erato)
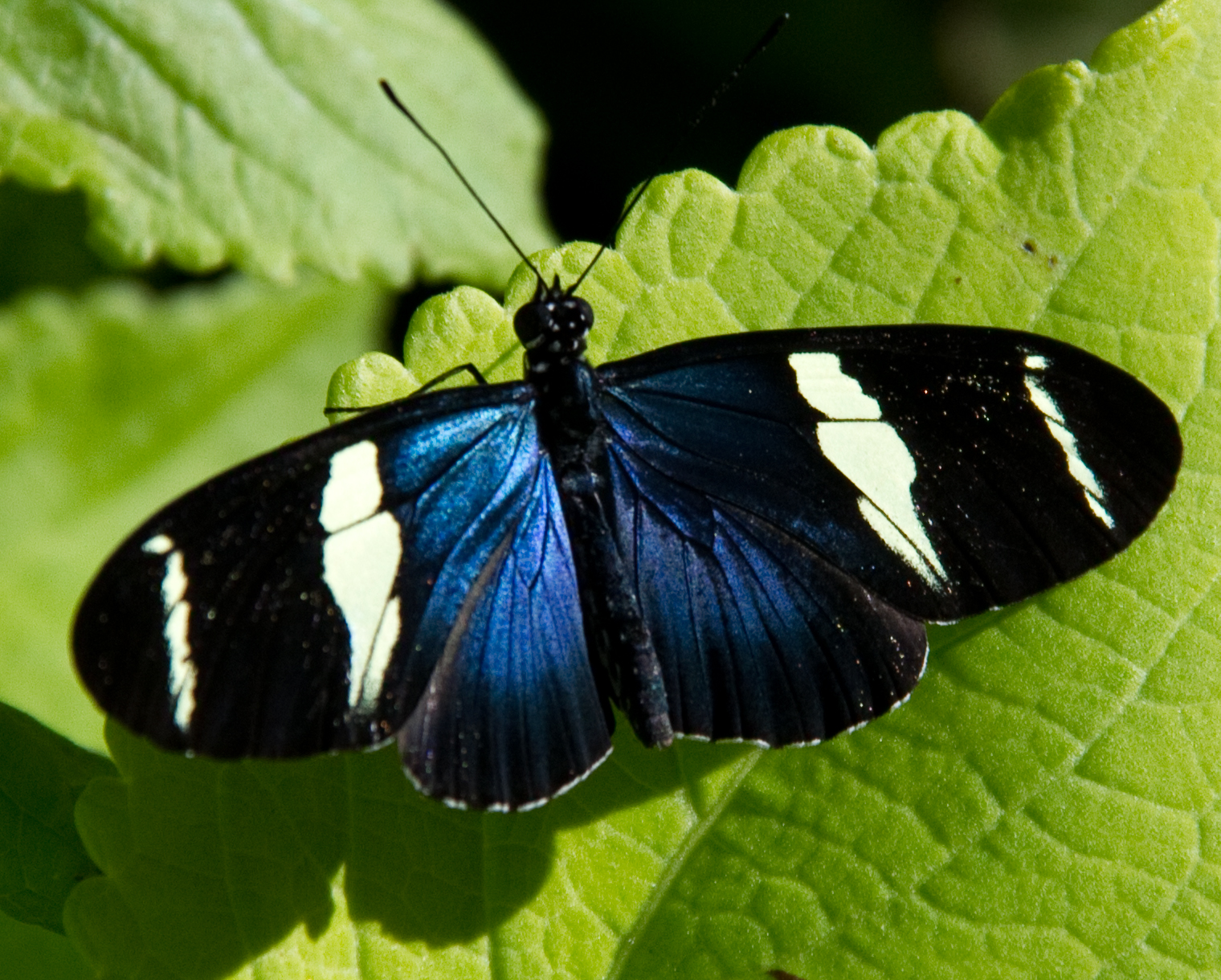
Heliconius sara
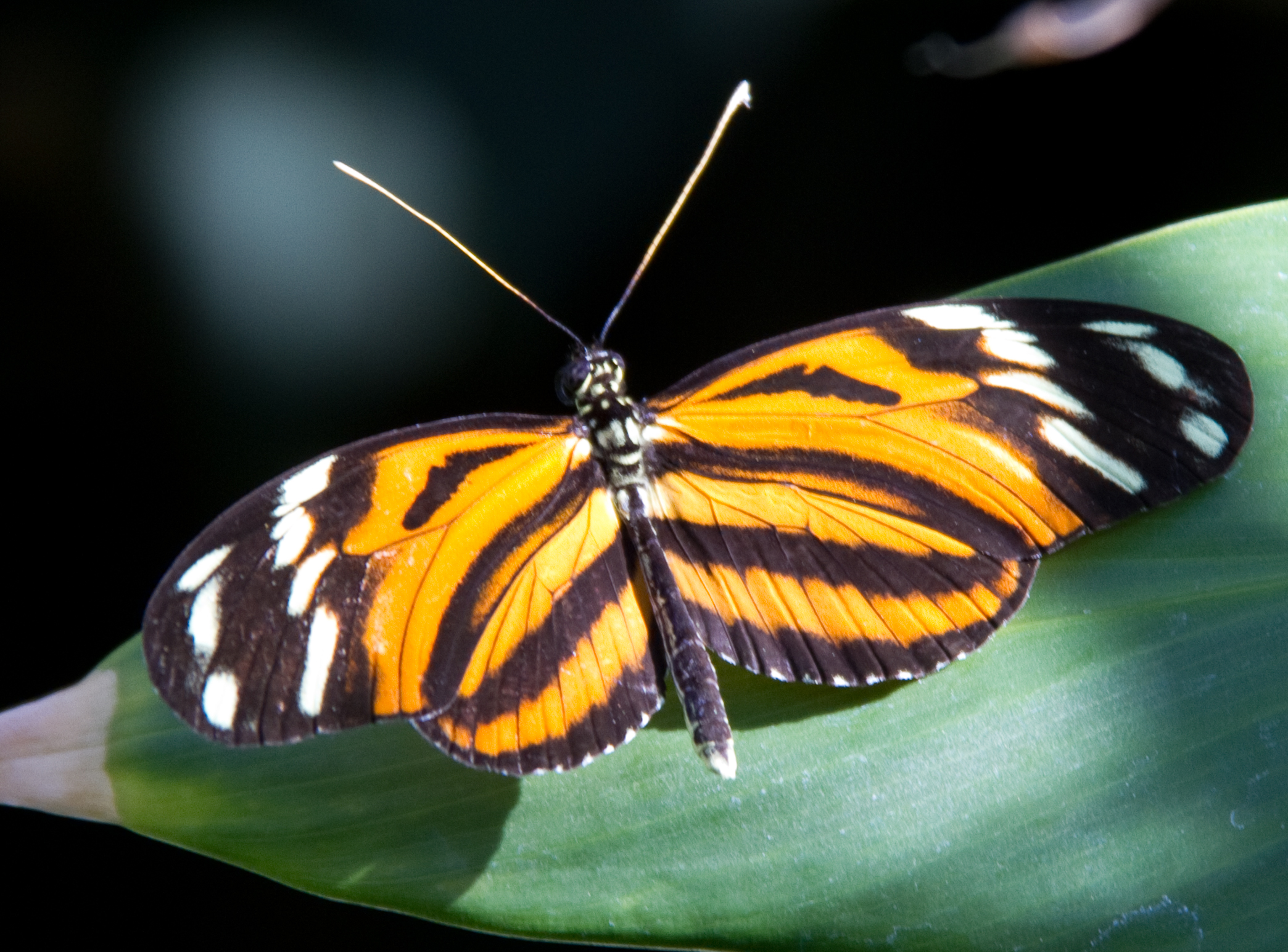
Heliconius ismenius
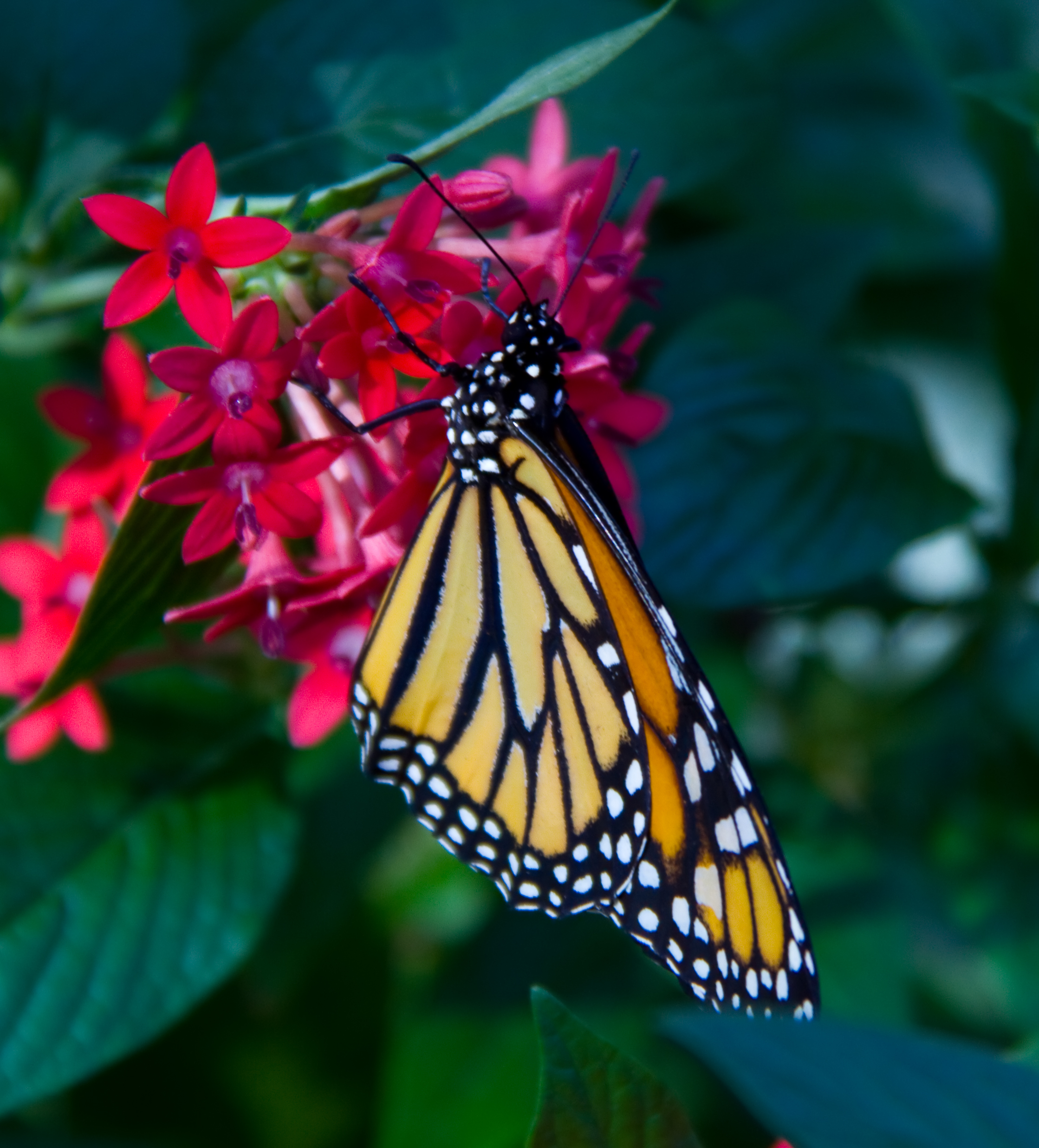
Monarchfalter (Danaus plexippus)

## Arterhaltungsprogramme
Der Calgary Zoo unterstützt viele nationale Arterhaltungsprogramme und beteiligt sich aktiv an der Auswilderung bedrohter Arten. Die folgenden Arten werden besonders gefördert: Schreikranich (Grus americana), Beifußhuhn (Centrocercus urophasianus), Kaninchenkauz (Athene cunicularia), Vancouver-Murmeltier (Marmota vancouverensis), Schwarzschwanz-Präriehund (Cynomys ludovicianus), Schwarzfußiltis (Mustela nigripes), Fischermarder (Pekania pennanti), Swiftfuchs (Vulpes velox), Leopardfrosch (Rana pipiens) sowie die zu den Bläulingen (Lycaenidae) zählende Tagschmetterlingsart Satyrium semiluna.
Neben den nationalen Programmen beteiligt sich der Calgary Zoo zusammen mit verschiedenen internationalen Organisationen an weiteren Arterhaltungsprogrammen weltweit, die die Erforschung der Lebensbedingungen, den Schutz oder die Wiederansiedlung gefährdeter Arten zum Ziel haben.